# Guayabo (Costa Rica)
Guayabo es el distrito número dos del cantón de Mora, de la provincia de San José, en Costa Rica. Se ubica en el centro-oeste del cantón.

## Historia
El distrito de Guayabo de Mora es uno de los cuatro distritos originales del cantón. Inicialmente ocupaba un territorio de 8,65 km², sin embargo, dado un ordenamiento territorial en la década de 1990, su superficie varió a la cifra actual.

## Ubicación
El distrito limita al noroeste con el distrito de Jaris, al noreste con el distrito de Quitirrisí, al sureste con el distrito de Tabarcia y al suroeste limita con el cantón de Puriscal.
El distrito se caracteriza por su riqueza natural y por su casi totalidad de ruralidad.

## Geografía
Guayabo cuenta con un área de 9,01 km² y una altitud media de 996 m s. n. m.

## Demografía
Para el año 2022, Guayabo cuenta con una población estimada de 5292 habitantes, y para el último censo efectuado, en 2011, Guayabo contaba con una población de 4449 habitantes.

## Organización territorial
El distrito de Colón se conforma por las siguientes comunidades o barrios:
- Centro
- La Trinidad
- Los Cedros
- Naranjito
- Sioux

## Transporte

### Carreteras
Al distrito lo atraviesan las siguientes rutas nacionales de carretera:
- Ruta nacional 209
- Ruta nacional 239

## Concejo de distrito
El concejo de distrito del distrito de Guayabo vigila la actividad municipal y colabora con los respectivos distritos de su cantón. También está llamado a canalizar las necesidades y los intereses del distrito, por medio de la presentación de proyectos específicos ante el Concejo Municipal. La presidenta del concejo del distrito es la síndica propietaria del partido Nueva Generación, Ericka López Rodríguez.
El concejo del distrito se integra por:
| #                       | Partido                         | Nombre                       |
| Síndico propietario     | Síndico propietario             | Síndico propietario          |
| ----------------------- | ------------------------------- | ---------------------------- |
| 1                       | Partido Nueva Generación        | Ericka López Rodríguez       |
| Síndico suplente        |                                 |                              |
| 2                       | Partido Nueva Generación        | Carlos Herrera Delgado       |
| Concejales propietarios |                                 |                              |
| 3                       | Partido Nueva Generación        | Yesenia González Alfaro      |
| 4                       | Partido Acción Ciudadana        | Everson Cambronero Hernández |
| 5                       | Partido Unidad Social Cristiana | Carlos Campos Sandí          |
| 6                       | Partido Liberación Nacional     | Pablo Moreno Garita          |
| Concejales suplentes    |                                 |                              |
| 7                       | Partido Nueva Generación        | Iván Mena Pérez              |
| 8                       | Partido Acción Ciudadana        | Emilia Bustamante Cubillo    |
| 9                       | Partido Unidad Social Cristiana | José Mario Cordero Hernández |
| 10                      | Partido Liberación Nacional     | Derling Bustamante Zúñiga    |